# Tadarida aegyptiaca
Tadarida aegyptiaca là một loài động vật có vú trong họ Dơi thò đuôi, bộ Dơi. Loài này được E. Geoffroy mô tả năm 1818.

## Hình ảnh